# Сумароков, Евгений Николаевич

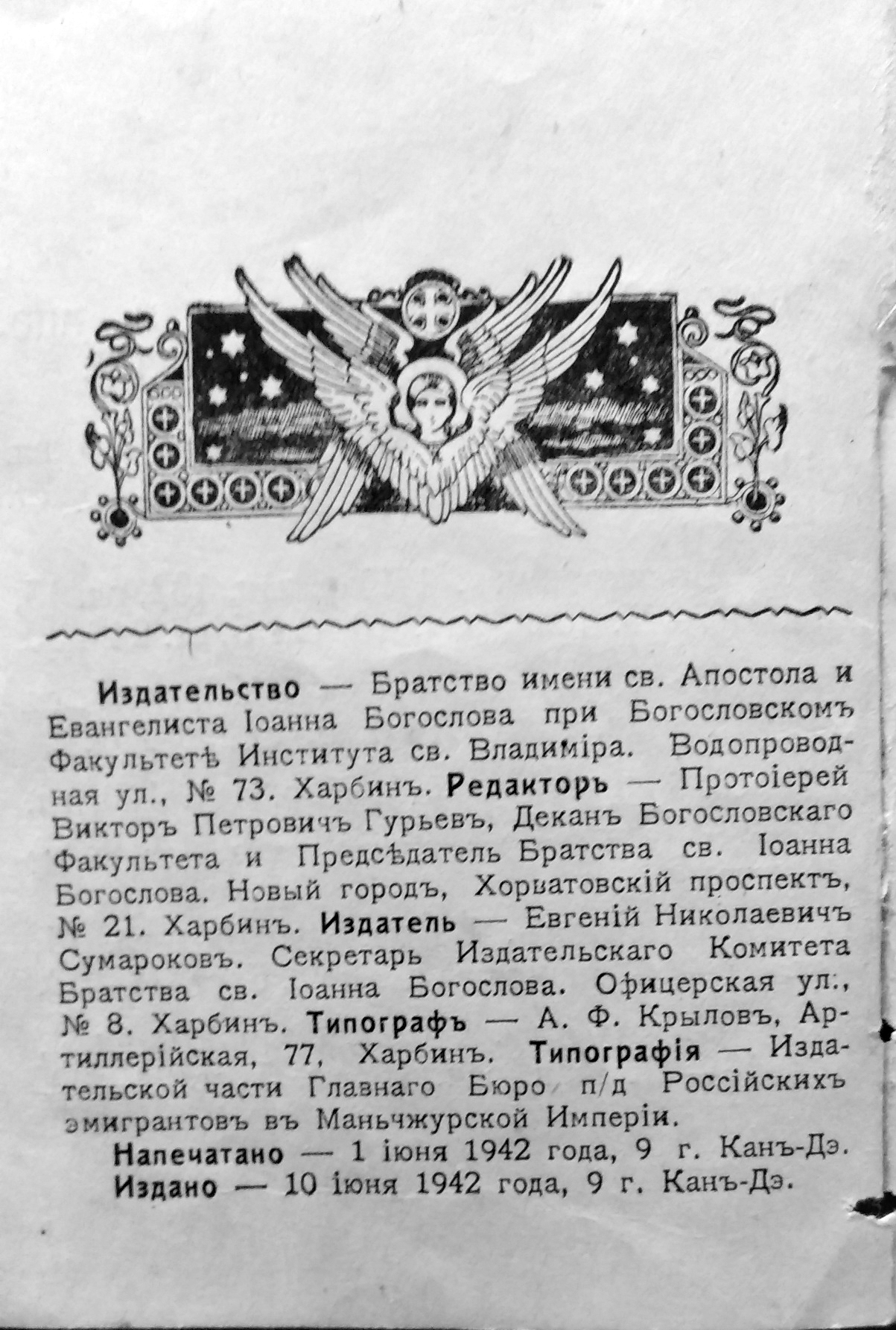
Страница журнала «Хлеб Небесный»

Евгений Николаевич Сумароков (8 [20] декабря 1884, Симбирск — 22 сентября 1949, Степлаг, Карагандинская область) — юрист, церковный историк, педагог и писатель.

## Биография
Евгений Сумароков родился 8 (20) декабря 1884 года в семье чиновника в городе Симбирске Симбирской губернии, ныне город Ульяновск — административный центр Ульяновской области.
В 1899 году окончил Уфимское духовное училище, а в 1905 году — Уфимскую духовную семинарию.
С 1907 по 1909 год учился на юридическом факультете Императорского Томского университета; затем перешёл на юридический факультет Императорского Санкт-Петербургского университета, который окончил в 1912 году. Одновременно учился в Археологическом институте (1910—1912).
По окончании университета работал в Уфе адвокатом. В 1914—1917 годах был помощником присяжного поверенного, в 1918 году — присяжным поверенным.
С сентября 1918 года жил в городе Шадринске. Известно, что с января 1919 года он был управляющим Шадринским уездом Пермской губернии, которую контролировали войска адмирала Колчака. В июле 1919 года был назначен помощником управляющего Пермской губернии. Затем был уполномоченным министерства внутренних дел Российского правительства по устройству беженцев в Забайкальской области.
В феврале 1920 года эмигрировал из Читы в Харбин (вместе с женой Анной Николаевной и её сестрой Варварой), где до июля 1921 года был делопроизводителем церковного отдела КВЖД.
В 1921—1924 годах Е. Н. Сумароков был учителем Закона Божьего и психологии в гимназии колонии русских эмигрантов в Имяньпо и псаломщиком Свято-Сергиевской церкви.
В 1924 году вернулся в Харбин. С сентября 1924 года был псаломщиком Иверского храма в Харбине, одновременно работал ответственным секретарём епархиального совета Харбинской и Маньчжурской епархии. В здании епархиального совета в 1934 году открылся Богословский институт святого Владимира, в котором Сумароков стал читать общую церковную историю, историю Русской православной церкви и церковное право; впоследствии он возглавил богословский факультет. В 1938 году стал редактором журнала «Хлеб Небесный»; под его редакцией была напечатана «Владимирская юбилейная грамота: 988—1938» (Харбин: [Харбин. епарх. Владимир. юбилейн. комитет, [1938]. — 16 с.: портр.). В 1944—1945 годах был напечатан его исторический труд «Лекции по истории Русской Церкви» (в 2-х т.). В 1945—1946 годах он был заместителем редактора журнала «Вестник братства».
В 1946 году принял советское гражданство и собирался выехать к сыну в Сан-Франциско, но в 1948 году, вместе с митрополитом Нестором (Анисимовым) был арестован китайскими властями и передан советским органам.
25 декабря 1948 года был приговорён к 10 годам ИТЛ по статьям 58-3, 58-10 ч.1 УК РСФСР (обвинение в шпионаже); был отправлен в Дубравлаг (Мордовская АССР). Переведён в Степлаг МВД СССР (Казахская ССР).
Евгений Николаевич Сумароков умер 22 сентября 1949 года. Захоронен на кладбище 2-го лагерного отделения Степлага в селе Спасск, ныне село входит в Курминский сельский округ Абайского района Карагандинской области Республики Казахстан.

## Семья
- Жена Анна Николаевна.
  - Сын Николай, с 1938 года в Сан-Франциско, США.